# Осипчик, Борис Александрович
Борис Александрович Осипчик - советский государственный и политический деятель, председатель Псковского областного исполнительного комитета. 

## Биография
Родился в 1922 году. Член ВКП(б) с 1946 года.
С 1944 года - на хозяйственной и политической работе. В 1944-1982 гг. — технолог, старший технолог завода № 23, заместитель начальника Бюро по делам изобретательства, начальник Отдела технологии Технического управления Министерства авиационной промышленности СССР, директор 1-й Красногородской машинно-тракторной станции, директор Псковского телефонного завода, заместитель председателя Исполнительного комитета Псковского областного Совета, председатель Исполнительного комитета Псковского областного Совета.
Избирался депутатом Верховного Совета РСФСР 6-го, 7-го, 8-го, 9-го, 10-го созывов.
С июня 1982 года - на пенсии. Умер в 1988 году.